# Your Majesty
Your Majesty är The Anniversarys andra studioalbum, utgivet i januari 2002.

## Låtlista
| Nr  | Titel                  | Längd |
| --- | ---------------------- | ----- |
| 1.  | Sweet Marie            | 3:34  |
| 2.  | Crooked Crown          | 3:48  |
| 3.  | Peace, Pain and Regret | 3:32  |
| 4.  | Husam Husam            | 6:49  |
| 5.  | The Siren Sings        | 4:36  |
| 6.  | Never Die Young        | 4:00  |
| 7.  | Tu-Whitt Tu-Whoo       | 2:28  |
| 8.  | The Ghost of the River | 6:28  |
| 9.  | Devil on My Side       | 3:18  |
| 10. | The Death of the King  | 5:56  |
| 11. | Follow the Sun         | 2:27  |